# Maria Beatty
Pour les articles homonymes, voir Beatty.
Maria Beatty est une réalisatrice, productrice et actrice américaine d'origine vénézuélienne.

## Biographie
Ses films sont souvent en noir et blanc et recouvrent plusieurs aspects de la sexualité féminine, notamment le BDSM, le fétichisme sexuel et le lesbianisme. Elle s'inspire du cinéma expressionniste allemand, du surréalisme français et du film noir américain.
Elle joue parfois dans ses propres films, comme dans The Elegant Spanking (1995) et The Black Glove (1997). En 2007, elle reçoit le prix du meilleur réalisateur au FICEB  pour Silken Sleeves.

## Filmographie

### Réalisatrice
- 1989 : Gang of Souls: A Generation of Beat Poets (documentaire)
- 1992 : Sluts & Goddesses Video Workshop
- 1995 : The Elegant Spanking (court métrage)
- 1995 : Doctor's Orders (court métrage)
- 1997 : Let the Punishment Fit the Child (court métrage)
- 1997 : The Black Glove (court métrage)
- 1998 : The Boiler Room
- 1998 : The Sassy Schoolgirl, Part I
- 1998 : Mistress Tara's Finishing School, or, The Sassy Schoolgirl
- 1998 : Ladies of the Night (court métrage)
- 1998 : Box of Laughter, Part II: Converted to Tickling (court métrage)
- 1998 : Box of Laughter, Part I: Dueling Pages (court métrage)
- 1999 : Leda and the Swan: Nailed (court métrage)
- 2000 : The Sassy Schoolgirl, Part II
- 2001 : Waterworld
- 2001 : Tight Security
- 2002 : Lust (court métrage)
- 2002 : The Seven Deadly Sins
- 2004 : Ecstasy in Berlin,* 1926
- 2005 : Silken Sleeves
- 2006 : Mask of Innocence
- 2006 : Boy in a Bathtub
- 2007 : Coma (court métrage)
- 2007 : Skateboard Kink Freak
- 2007 : Sex Mannequin
- 2008 : Post-Apocalyptic Cowgirls
- 2008 : Strap-On Motel
- 2009 : Belle de nature (court métrage)
- 2009 : Bandaged
- 2010 : The Return of Post Apocalyptic Cowgirls
- 2011 : Fucking Different XXX
- 2013 : The Medicine Man
- 2014 : La Veuve noire
- 2019 : Spit and Ashes

### Productrice
- 1992 : Sluts & Goddesses Video Workshop
- 1995 : Doctor's Orders (court métrage)
- 1997 : Let the Punishment Fit the Child (court métrage)
- 1997 : The Black Glove (court métrage)
- 1998 : The Boiler Room
- 1998 : The Sassy Schoolgirl, Part I
- 1998 : Box of Laughter, Part II: Converted to Tickling (court métrage)
- 1998 : Box of Laughter, Part I: Dueling Pages (court métrage)
- 2000 : The Sassy Schoolgirl, Part II
- 2001 : Waterworld
- 2001 : Tight Security
- 2002 : Lust (court métrage)
- 2002 : The Seven Deadly Sins
- 2004 : Ecstasy in Berlin,* 1926
- 2005 : Silken Sleeves
- 2006 : Mask of Innocence
- 2007 : Coma (court métrage)
- 2009 : Bandaged

### Scénariste
- 1997 : Let the Punishment Fit the Child (court métrage)
- 1997 : The Black Glove (court métrage)
- 2001 : Tight Security
- 2002 : Lust (court métrage)
- 2002 : The Seven Deadly Sins
- 2004 : Ecstasy in Berlin,* 1926
- 2005 : Silken Sleeves
- 2006 : Mask of Innocence
- 2006 : Boy in a Bathtub
- 2007 : Coma (court métrage)
- 2010 : The Return of Post Apocalyptic Cowgirls
- 2011 : Fucking Different XXX

### Actrice
- 1995 : The Elegant Spanking (court métrage) : Kitty
- 1997 : Let the Punishment Fit the Child (court métrage)
- 1997 : The Black Glove (court métrage)
- 2002 : The Seven Deadly Sins